# Lioré et Olivier LeO H.135B3
Lioré et Olivier LeO H.135B3 – francuski samolot amfibia patrolowy i szkolny. Zaprojektowany i zbudowany w 1926 roku we Francji, w wytwórni lotniczej Lioré et Olivier Levallois-Perret, w Paryżu.

## Historia
Konstrukcja LeO H.135B3 została oparta na konstrukcji łodzi latającej LeO H.13, oblatanej w 1922 roku. Układ samolotu z małymi modyfikacjami pozostawiono bez zmian, utrzymano także dwusilnikowy napęd. Samolot jako amfibia otrzymał podwozie wciągane w locie oraz podczas wodowania pod płat dolny. Tak zmodyfikowany samolot otrzymał nazwę LeO H.135B3. Symbol na końcu B3 oznaczał samolot bombowy trzymiejscowy.
Prototyp LeO H.135B3 oblatano w 1926 roku. Próby w locie zakończyły się pomyślnie i w połowie tego samego roku uruchomiono produkcję małej serii tych samolotów.
Samolot LeO H.135B3 miał kadłub o konstrukcji drewnianej, łodziowy, płaskodenny z redanem. Pokrycie kadłuba stanowiła w całości sklejka. W przedniej górnej części kadłuba znajdowało się stanowisko do zamontowania obrotnicy ruchomego karabinu maszynowego. W środku kadłuba do jego górnej części zamocowany był płat dolny. Do niego za pomocą słupków z rur duralowych przytwierdzono płat górny, przy czym komorę płatów usztywniono cięgami stalowymi. W kadłubie, na wysokości komory płatów znajdowała się odkryta kabina załogi, w której obok siebie rozmieszczone były siedzenia – z lewej pilota, z prawej strony obserwatora, a przed nimi siedzenie strzelca pokładowego obsługującego przedni karabin maszynowy. W razie potrzeby obserwator mógł obsługiwać ruchomy karabin maszynowy na obrotnicy na tylnym stanowisku za kabiną. Tył kadłuba przechodził w usterzenie pionowe, do którego przytwierdzono usterzenie poziome wsparte zestrzałami. Usterzenie dzielące się na stateczniki i stery, miało konstrukcję drewnianą i pokrycie płócienne, poza statecznikiem pionowym krytym skleją. Płaty były trójdzielne, dwudźwigarowe, drewniane, kryte płótnem. Lotki umieszczono na obu płatach. Pod płatem dolnym zamocowano dwa pływaki ustateczniające. Podwozie, którego golenie przymocowano do obu ścian kadłuba, było podczas lotu, wodowania, pływania w wodzie oraz startu z niej podciągane pod płat dolny, gdzie pozostawało w położeniu skośnym. Na lądzie samolot mógł lądować bezpiecznie z opuszczonym podwoziem. Pod płatem górnym na kozłach z rur stalowych zamocowano blisko kadłuba dwa silniki rzędowe ze śmigłami ciągnącymi. Chłodnicę cieczy usytuowano nad silnikami, a zbiornik paliwa o pojemności 400 litrów w środkowej części górnego płata.

## Użycie w lotnictwie polskim

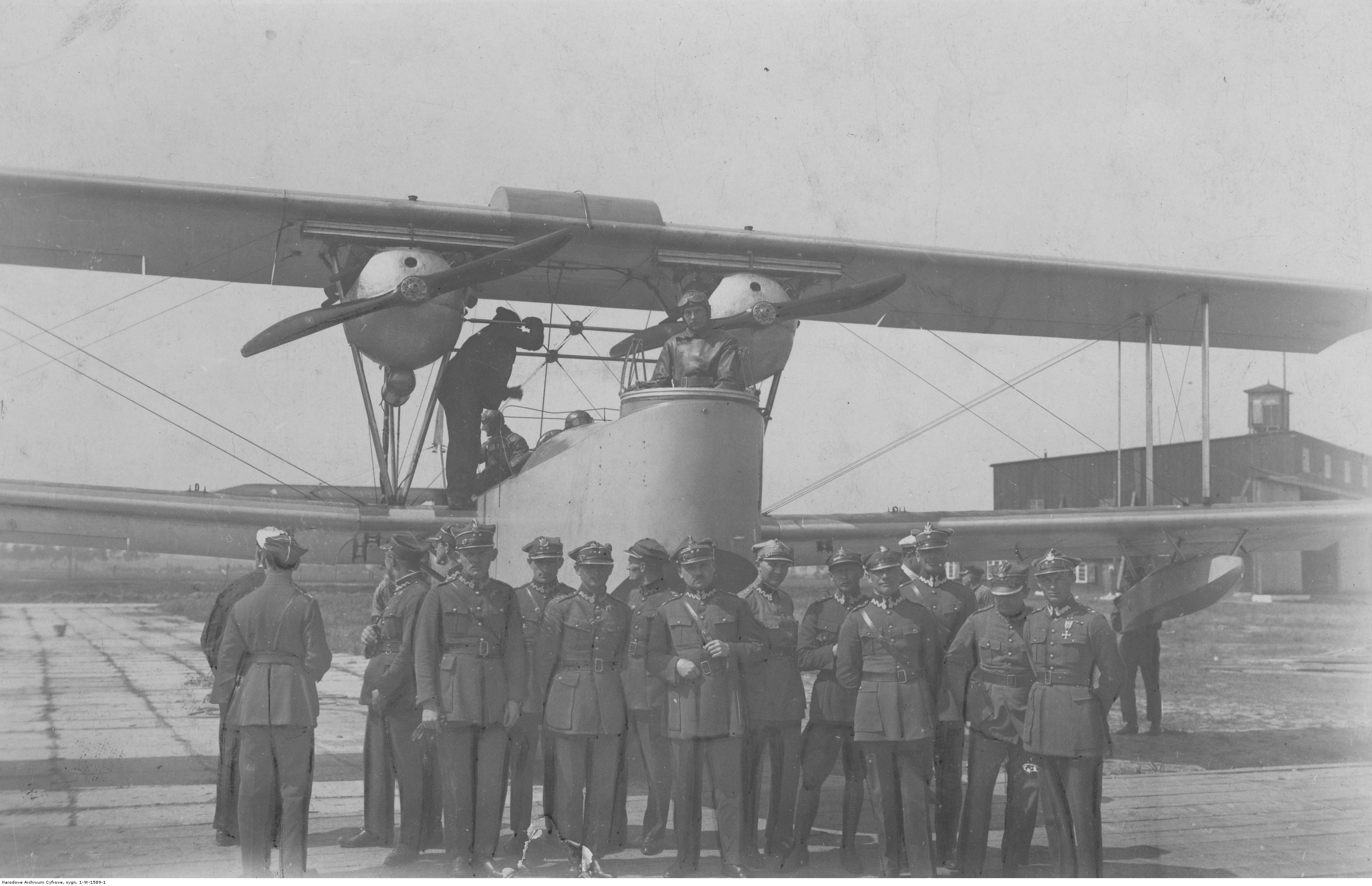
Grupa żołnierzy przy łodzi latającej LeO H.135B3 Morskiego Dywizjonu Lotniczego

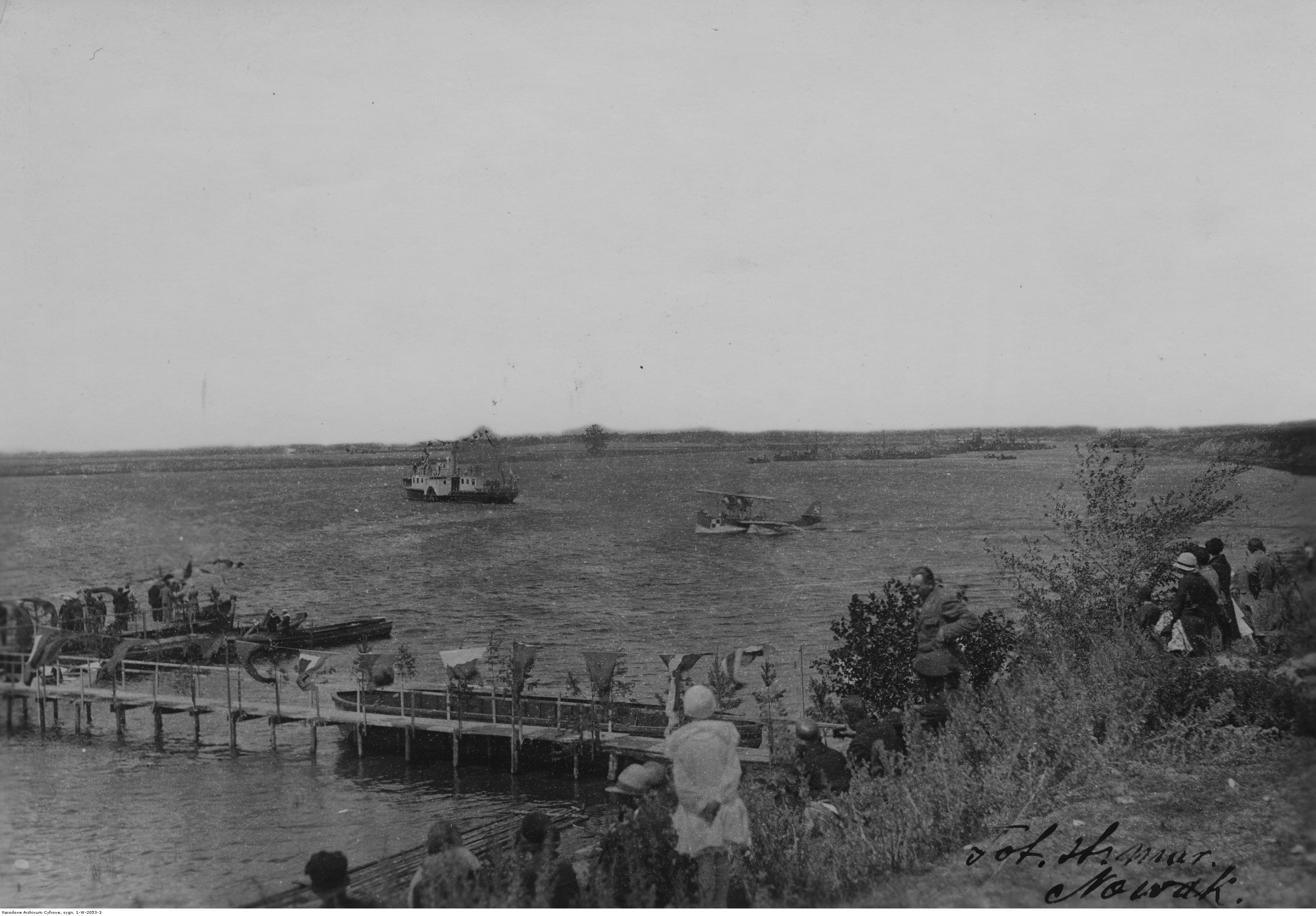
ORP „Admirał Sierpinek” i Lioré et Olivier LeO H.135B3 w 1930 r.

Rząd polski w ramach pożyczki przyznanej przez Francję na modernizację i zakup sprzętu lotniczego otrzymaną w 1926 roku zakupił i przekazał dla Morskiego Dywizjonu Lotniczego (MDL) w Pucku 7 samolotów LeO H.135B3. Otrzymały one numery boczne od 1 do 7 malowane na kadłubie, a później zmienione zaś na numery od 6.1 do 6.7 namalowane z przodu kadłuba. W latach 1927–1934 samoloty LeO H.135B3 były używane do szkolenia załóg, patrolowania wód przybrzeżnych oraz terenów położonych nad wodami, a także do lotów nad lądem. LeO H.135B3 latały do Poznania, Bydgoszczy, Torunia i Grudziądza. W lecie 1929 roku klucz samolotów LeO H.135B3 odbył grupowy przelot z oficjalną wizytą do Kopenhagi.
W latach w 1927–1929 w Morskim Dywizjonie Lotniczym eksploatowano 7 samolotów LeO H.135B3, w 1930 – 6, w 1931 – 4 oraz w latach 1932–1934 – 2 samoloty. W 1934 roku ostatni latający egzemplarz samolotu LeO H.135B3 o numerze bocznym 6.4 wykorzystano do filmowania samolotów w locie za pomocą kamery zamontowanej na przednim stanowisku strzeleckim.

## Opis techniczny
Samolot LeO H.135B3 był trzy- lub czteromiejscowym patrolowym lub szkolnym samolotem-amfibią, dwupłatem o konstrukcji mieszanej, podwozie klasyczne podciągane w locie pod dolny płat. Napęd: 2 silniki 8-cylindrowe Hispano-Suiza 8ab, śmigło ciągnące, dwułopatowe. W lotnictwie polskim samolot nie miał uzbrojenia.